# Шиллер, Роберт Джеймс
Роберт (Боб) Джеймс Шиллер (англ. Robert James "Bob" Shiller, 29 марта 1946 года, Детройт, Мичиган, США) — американский учёный-экономист, автор популярных книг по экономической теории, лауреат премии по экономике памяти Альфреда Нобеля (2013). В настоящее время — Стерлингский профессор экономики Йельского университета и научный сотрудник Йельского международного центра по финансам при Йельской школе менеджмента. Роберт Шиллер основал фирму по инвестиционному управлению «MacroMarkets LLC» и является её главным экономистом.

## Биография
Роберт Шиллер является одним из многих американцев, чьи родители эмигрировали из Литвы до восстановления независимости в 1918 году. Его дед Джордж Игнас Силом приехал в США в 1908 году.
Роберт Шиллер учился в Мичиганском университете (бакалавр, 1967) и Массачусетском технологическом институте (магистр, 1968; доктор, 1972). Докторскую диссертацию «Рациональные ожидания и структуры процентных ставок» выполнял под научным руководством Франко Модильяни.
Преподавал в Уортонской школе бизнеса Пенсильванского университета и Миннесотском университете. С 1980 года — научный сотрудник Национального бюро экономических исследований. С 1982 года преподает в Йельском университете.
Женат, двое детей.

## Научные достижения
Известен своими исследованиями в области экономической теории финансов и, в особенности, в поведенческих финансах.
Опубликовал более 200 работ, написал пять книг, в том числе бестселлеры «Иррациональный оптимизм» (Princeton UP, 2000) и «Spiritus Animalis: или Как человеческая психология управляет экономикой и почему это важно для мирового капитализма» (Princeton UP, 2009 в соавторстве с Джорджем Акерлофом).
Главным фактором в работах Шиллера, посвященных управлению риском во многих областях экономики и финансов, является волатильность — понятие, используемое для обозначения всего, что происходит неожиданно. Он также предложил новые финансовые инструменты для хеджирования рисков, связанных с жильем, трудовым доходом, колебаниями ВВП и занятости в экономике.

## Признание и награды
В 1990 году получил стипендию Гуггенхайма. В 2005 году избран вице-президентом Американской экономической ассоциации; в 2006—2007 годах — президентом Восточной экономической ассоциации.
Роберт Шиллер входит в сотню наиболее влиятельных экономистов мира.

## Основные произведения

### Научные труды
- Shiller R. The Subprime Solution: How Today’s Global Financial Crisis Happened, and What to Do about It. — Princeton University Press, 2008. — 208 с. — ISBN 0691139296.
- Shiller R. The New Financial Order: Risk in the 21st Century. — Princeton University Press, 2003. — 384 с. — ISBN 0691120110.
- Shiller R. Macro Markets: Creating Institutions for Managing Society’s Largest Economic Risks (Clarendon Lectures in Economics). — Oxford University Press, 1998. — 272 с. — ISBN 0198294182.
- Shiller R. Market Volatility. — MIT Press, 1990. — 478 с. — ISBN 0262691515.

### Научно-популярные книги
- Нарративная экономика : новая наука о влиянии вирусных историй на экономические события = Narrative Economics: How Stories Go Viral and Drive Major Economic Events. / Пер. с англ. Е. В. Калугина. — М. : Эксмо, Бомбора, 2023. — 414, [1] с. : ил. — (Top Economics Awards) — ISBN 978-5-04-186612-9
- Акерлоф Дж., Шиллер Р. Охота на простака. Экономика манипуляций и обмана = Phishing for Phools: The Economics of Manipulation and Deception. — М.: ООО «Манн, Иванов и Фербер», 2017. — 320 с. — ISBN 978-5-00100-467-7.
- Шиллер Р. Дж. Финансы и хорошее общество = Finance and the Good Society. — М.: Издательство Института Гайдара, 2014. — 503 с. — ISBN 978-5-93255-389-3.
  - фрагмент книги: Финансы и идеальное государство // Экономическая социология, 2014, Т. 15, № 1. С. 43-60.
- Шиллер Р. Иррациональный оптимизм. Как безрассудное поведение управляет рынками = Irrational Exuberance. Second Edition Revised & Updated. — М.: Альпина Паблишер, 2013. — 422 с. — ISBN 978-5-9614-1845-3.
- Акерлоф Дж., Шиллер Р. Spiritus Animalis: или Как человеческая психология управляет экономикой и почему это важно для мирового капитализма = Animal Spirits: How Human Psychology Drives the Economy, and Why It Matters for Global Capitalism. — М.: ООО «Юнайтед Пресс», 2010. — 273 с. — ISBN 978-5-904522-33-9.

## Интервью
- Интервью Боба Шиллера (декабрь 2008 года)